# Schloss Rohrenfels

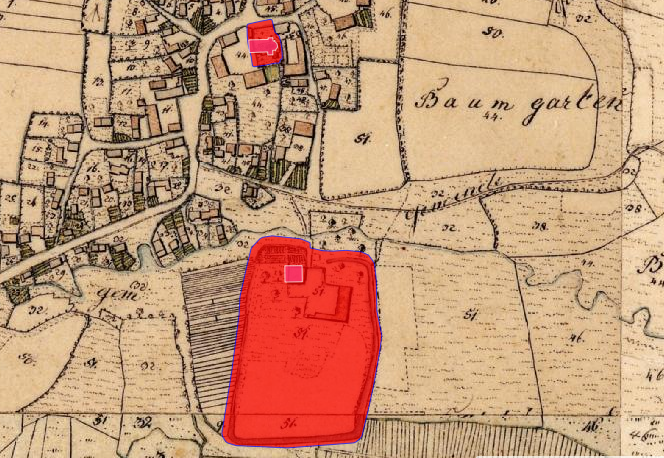
Lageplan von Schloss Rohrenfels auf dem Urkataster von Bayern

Schloss Rohrenfels ist ein ehemaliges Hofmarkschloss in Rohrenfels in der Schloßstraße 1 im Landkreis Neuburg-Schrobenhausen in Bayern. Die Anlage ist unter der Aktennummer D-1-85-157-3 als Baudenkmal verzeichnet. Ebenso wird sie als Bodendenkmal unter der Aktennummer D-1-7332-0239 als „Burgstall des hohen und späten Mittelalters sowie Hofmarkschloss des späten Mittelalters und der frühen Neuzeit“ geführt.

## Geschichte
Rohrenfels war ein Hofmarksitz. Hofmarksherren waren 1270 bis 1337 die Herren von Rohrbach, 1337 bis nach 1399 die Familie Judmann und von etwa 1406 (Erbfall) bis 1514 die Parsberger (Verkauf der Hofmark an das Herzogtum Pfalz-Neuburg 1514). Bereits ab 1505 stand Rohrenfels als Folge des Landshuter Erbfolgekrieges unter pfalz-neuburgischer Landesherrschaft. 1534 bis 1545 war es im persönlichen Besitz von Herzog Ottheinrich. 1545 wurde es an die Rambspeck verkauft. Oktavian von Taxis erwarb Rohrenfels 1618. Es blieb (zuletzt als Patrimonialgericht) bis zum Jahr 1831 im Besitz der Familie Taxis. 1832 an den Staat gefallen, wurde es nach häufigem Wechsel an die Familie Kempfle verkauft.

## Beschreibung

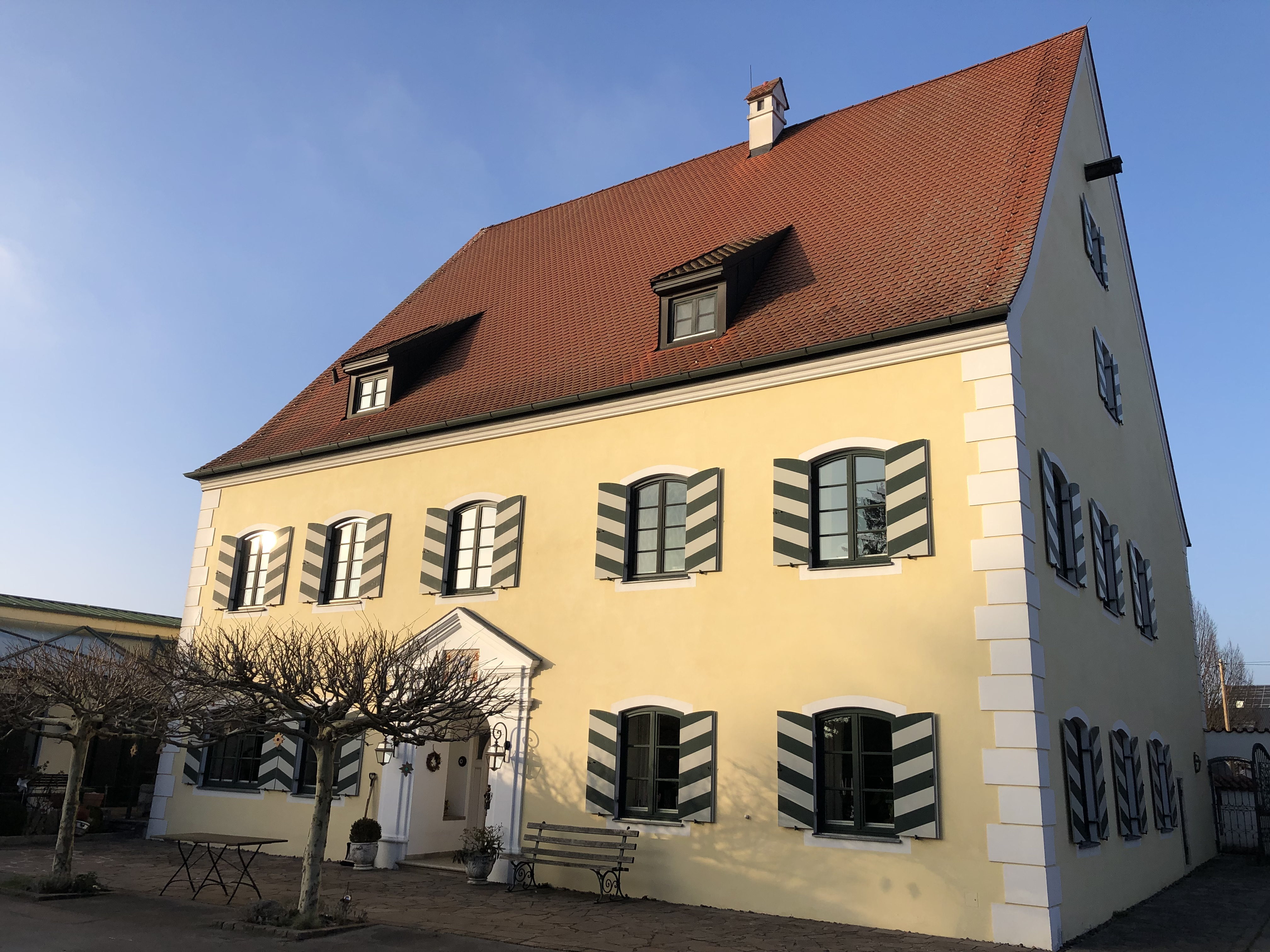

Das ehemalige Schloss liegt ca. 280 m südlich der Pfarrkirche Mariä Heimsuchung in Rohrenfels. Es ist ein zweigeschossiger Bau mit Steilsatteldach und Barockportal mit Wappentafel und Relief, erbaut nach 1618, 1666 (bezeichnet mit dem Jahr) überarbeitet.
Eine abgegangene Turmhügelburg (Motte) befindet sich im Garten des Hofmarkschlosses. Von der ehemaligen Turmhügelburg ist noch der 3 bis 4 Meter hohe Turmhügel mit einem Durchmesser von 10 Meter erhalten. An der Nordseite befindet sich der ebenerdige Eingang zu einem Gewölbekeller.